# Мастерпис
Мастерпис (The Masterpiece, 名鑄) — 64-этажный гонконгский небоскрёб, по состоянию на 2013 год являлся 11-м по высоте зданием города. Расположен в округе Яучиммон, в районе Чимсачёй. Построен в 2007 году в стиле модернизма. На нижних шести этажах комплекса расположен торговый центр K11, открытый в декабре 2009 года. С 3 по 24 этаж главной башни находятся номера отеля Hyatt Regency гостиничной сети Hyatt Hotels Corporation, открывшегося в октябре 2009 года. С 27 этажа расположены жилые апартаменты. Комплекс имеет 4 подземных этажа (через них имеется прямой доступ на станцию метро Чимсачёй). Девелоперами небоскрёба Мастерпис являются компании New World Development и Urban Renewal Authority.
|     |     |     |
| K11 | K11 | K11 |